# Louis Pierre Vieillot
Louis Pierre Vieillot, född 10 maj 1748 i Yvetot, Normandie, död 24 augusti 1830 i Sotteville-lès-Rouen, var en fransk ornitolog.
Vieillot var en av de första ornitologer som studerade fjäderdräktsförändringar och även en av de första som studerade inte bara skinn utan även levande fåglar. Han var den förste att beskriva ett stort antal fågelarter, i första hand sådana han stötte på under sin tid i Västindien och Nordamerika.
Vieillot arbetade på nuvarande Haiti, men tvingades fly till USA under franska revolutionen. Han återvände till Frankrike, där han skrev Histoire naturelle et générale des colibris, oiseaux-mouches, jacamars et promerops (1802) med Jean Baptiste Audebert och Ornithologie française (1823–1830). Han lämnade också bidrag till Nouveau Dictionaire d'Histoire Naturelle (1803–1819).  
Hans verkliga dödsdatum, och år, har länge varit okända. I de flesta äldre källor anges "1831" (vilket var det år hans dödsruna publicerades).